# Lucas Andersen
Lucas Andersen (Aalborg, 13 settembre 1994) è un calciatore danese, centrocampista del QPR.

## Carriera

### Club
Nella stagione 2010-2011 ha giocato 9 partite in massima serie con la maglia dell'Aalborg. Il 31 agosto 2012 viene acquistato dall'Ajax per 1,4 milioni di euro scegliendo la maglia numero 16. Debutta in Eredivisie l'8 dicembre seguente in Ajax-Groningen (conclusasi con la vittoria 2-0 dei lancieri), subentrando a Danny Hoesen al 79º e mettendo così a referto l'unica presenza in prima squadra nell'arco di tutta la stagione. Il 5 maggio 2013 vince il suo primo campionato olandese.

### Nazionale
Ha giocato numerose partite con le varie nazionali giovanili danesi.
Tra il 2014 ed il 2016 ha giocato complessivamente 3 partite con la nazionale maggiore danese.

## Palmarès

### Club

#### Competizioni nazionali
- Campionato olandese: 2

Ajax: 2012-2013, 2013-2014
- Supercoppa dei Paesi Bassi: 1

Ajax: 2013